# 松平修文
松平 修文（まつだいら しゅうぶん、1945年12月21日 - 2017年11月23日）は、日本の画家、美術評論家、歌人。歌人の王紅花は妻。

## 経歴
北海道北見市に生まれた。本名読み・おさふみ。北海道札幌西高等学校時代の教諭に菱川善夫がいた。東京藝術大学美術学部卒業。その後、同大学院に学んだ。
美術史家としては、今村紫紅など近代の日本画家を研究した。1983年、青梅市立美術館の開設準備に携わり、副館長などを経て2009年の退職まで務めた。並行して、実作や評論を行った。
短歌を大野誠夫に学び、歌誌「作風」を編集。1984年、大野の死により「作風」を退会。その後は無所属だった。また、句集や詩集の著作もある。
2017年11月23日、直腸がんで死去。没後、2019年、「松平修文遺作展 - 風の中でみた村落（）や森や花が」が開催された。
2025年、5冊の歌集に加え、未刊歌篇、句集『沼の絵』、詩集『Rera』を収めた『松平修文全歌集』が刊行された。

## 著書
- 歌集『水村』 雁書館、1979年、全国書誌番号:80005802。
- 歌集『原始の響き』 雁書館、1983年、全国書誌番号:84035046。
- 歌集『夢死』 雁書館、1995年、NCID BA40867798、全国書誌番号:96072590。
- 歌集『蓬（）』 砂子屋書房、2007年、ISBN 978-4-7904-1038-6。
- 句集『沼の絵』 私家版、2010年、NCID BB07771167、全国書誌番号:21871933。
- 選集『松平修文歌集』 砂子屋書房〈現代短歌文庫〉、2011年、ISBN 978-4-7904-1366-0。
- 詩集『Rera』 私家版、2012年、全国書誌番号:22104887。
- 歌集『トゥオネラ』 ながらみ書房、2017年、ISBN 978-4-86629-044-7。
- 『松平修文全歌集』 青磁社、2025年、ISBN 978-4-86198-632-1。